# Ludwik Aviz (książę Beja)
Ludwik Avis, 5 książę Beja (ur. 3 marca 1506 r., zm. 27 listopada 1555 r. w Lizbonie) – drugi syn króla Portugalii Manuela I Szczęśliwego i jego drugiej żony Marii Aragońskiej (trzeciej córki Izabeli katolickiej i Ferdynanda Katolickiego), w związku z tym również portugalski infant.